# Тайлер Бозак
Тайлер Бозак (англ. Tyler Bozak; нар. 19 березня 1986, Реджайна) — канадський хокеїст, центральний нападник, зокрема виступав за клуб НХЛ «Сент-Луїс Блюз».
Володар Кубка Стенлі.

## Ігрова кар'єра
Хокейну кар'єру розпочав 2004 року виступами в складі місцевої команди «Реджайна Пет Канадіанс». Згодом три сезони відіграв у складі клубу «Вікторія Сальса» (змінила назву на «Вікторія Гріззліс») в юніорській лізі провінції Британська Колумбія.
11 грудня 2006, Університет Денверу оголосив про підписання контракту з Тайлером. До складу університетської команди приєднався напередодні сезону 2007/08. У першому сезоні Бозак відіграв усі матчі, став найкращим за системою гол+пас набравши 34 очка (18+16), обирався чотири рази найкращим гравцем тижня. У наступному сезоні Тайлер провів лише 19 матчів, але здобуток був трохи менше торішнього 23 очка (8+15).
На правах вільного агента Тайлер уклав контракт новачка 3 квітня 2009 і терміном на два роки з «Торонто Мейпл-Ліфс». За чутками сума контракту склала близько $4 мільйонів доларів.
Влітку 2009 Бозак був залучений до тренувального табору «кленових», правда незважаючи на позитивну оцінку його відправили до фарм-клубу «Торонто Мерліс» (АХЛ), де Тайлер провів першу половину сезону 2009/10. Правда треба відзначити, що дебютний матч у НХЛ також відбувся в першій половині сезону, 13 жовтня 2009 в матчі проти «Колорадо Аваланч» в якому Тайлер набрав і перше очко, зробив результативну передачу на захисника Франсуа Бошемена. 12 січня 2010 повернувся до складу «Мейпл-Ліфс», а 14 січня закинув першу шайбу в ворота «Філадельфія Флайєрз» (4–0).
1 січня 2011, відзначився дублем у переможному матчі 5–1 проти «Оттава Сенаторс».
5 липня 2013, підписав дворічний контракт з «кленовими» на суму $21 мільйон доларів.
28 березня 2015, Тайлер відзначився хет-триком в переможному матчі над «Оттавой Сенаторс» (4–3).
21 грудня 2015, Бозак вдруге відзначився хет-триком, цього разу «кленові» здобули перемогу над «Колорадо Аваланч» 7–4.
12 червня 2019 року в складі «Сент-Луїс Блюз» став володарем Кубка Стенлі.

## Нагороди та досягнення
- Володар Кубка Стенлі в складі «Сент-Луїс Блюз» — 2019.

## Сім'я
Тайлер є другою дитиною в сім'ї Мітча та Карон канадців українського походження. Старший брат Джастін проживає в Реджайні. 

## Статистика
| 2004–05      | «Реджайна Пет Канадіанс» | СХА          | 42  | 17  | 19  | 36  | 40  | —  | —  | —  | —  | —  |
| 2004–05      | «Вікторія Сальса»        | БКХЛ         | 55  | 15  | 16  | 31  | 24  | —  | —  | —  | —  | —  |
| 2005–06      | «Вікторія Сальса»        | БКХЛ         | 56  | 31  | 38  | 69  | 26  | —  | —  | —  | —  | —  |
| 2006–07      | «Вікторія Гріззліс»      | БКХЛ         | 59  | 45  | 83  | 128 | 45  | —  | —  | —  | —  | —  |
| 2007–08      | Університет Денверу      | НКАА         | 41  | 18  | 16  | 34  | 22  | —  | —  | —  | —  | —  |
| 2008–09      | Університет Денверу      | НКАА         | 19  | 8   | 15  | 23  | 10  | —  | —  | —  | —  | —  |
| 2009–10      | «Торонто Мерліс»         | АХЛ          | 32  | 4   | 16  | 20  | 6   | —  | —  | —  | —  | —  |
| 2009–10      | «Торонто Мейпл-Ліфс»     | НХЛ          | 37  | 8   | 19  | 27  | 6   | —  | —  | —  | —  | —  |
| 2010–11      | «Торонто Мейпл-Ліфс»     | НХЛ          | 82  | 15  | 17  | 32  | 14  | —  | —  | —  | —  | —  |
| 2011–12      | «Торонто Мейпл-Ліфс»     | НХЛ          | 73  | 18  | 29  | 47  | 22  | —  | —  | —  | —  | —  |
| 2012–13      | «Торонто Мейпл-Ліфс»     | НХЛ          | 46  | 12  | 16  | 28  | 6   | 5  | 1  | 1  | 2  | 4  |
| 2013–14      | «Торонто Мейпл-Ліфс»     | НХЛ          | 58  | 19  | 30  | 49  | 14  | —  | —  | —  | —  | —  |
| 2014–15      | «Торонто Мейпл-Ліфс»     | НХЛ          | 82  | 23  | 26  | 49  | 44  | —  | —  | —  | —  | —  |
| 2015–16      | «Торонто Мейпл-Ліфс»     | НХЛ          | 57  | 12  | 23  | 35  | 18  | —  | —  | —  | —  | —  |
| 2016–17      | «Торонто Мейпл-Ліфс»     | НХЛ          | 78  | 18  | 37  | 55  | 30  | 6  | 2  | 2  | 4  | 4  |
| 2017–18      | «Торонто Мейпл-Ліфс»     | НХЛ          | 81  | 11  | 32  | 43  | 28  | 7  | 2  | 2  | 4  | 6  |
| 2018–19      | «Сент-Луїс Блюз»         | НХЛ          | 72  | 13  | 25  | 38  | 20  | 26 | 5  | 8  | 13 | 8  |
| 2019–20      | «Сент-Луїс Блюз»         | НХЛ          | 67  | 13  | 16  | 29  | 10  | 8  | 0  | 2  | 2  | 2  |
| 2020–21      | «Сент-Луїс Блюз»         | НХЛ          | 31  | 5   | 12  | 17  | 10  | 4  | 1  | 1  | 2  | 0  |
| 2021–22      | «Сент-Луїс Блюз»         | НХЛ          | 50  | 3   | 9   | 12  | 14  | 12 | 2  | 0  | 2  | 0  |
| Усього в НХЛ | Усього в НХЛ             | Усього в НХЛ | 814 | 170 | 291 | 461 | 236 | 68 | 13 | 16 | 29 | 24 |